# Ksanten (molekul)
Ksanten (9H-ksanten, 10H-9-oksaantracen) je žuto organsko heterociklično jedinjenje. Njegova hemijska formula je 1310O. On je rastvoran u dietil etru. Njegova tačka topljenje je 101-102 °, a tačka ključanja je 310-312 °. Ksanten se koristi kao fungicid, a takođe je koristan i kao intermedijar u organskoj sintezi.

## Vidi jop
- Ksanton
- Ksantidrol